# Diazotrofia
Els diazòtrofs (esdevé del grec διαζω (diazo), doble, i τροφος (trofos), alimentació) són bacteris i arqueus que fixen gas nitrogen atmosfèric en una forma més utilitzable com és l'amoni.
Un diazòtrof és un organisme que és capaç de créixer sense fonts externes de nitrogen fixat. Exemples d'organismes que fan això són els Rhizobium i Frankia (en simbiosi) i Azospirillum. Tots els diazòtrofs contenen sistemes de nitrogenases de ferro–molibdè. Dos dels sistemes més estudiats són els de Klebsiella pneumoniae i Azotobacter vinelandii. Aquests sistemes es fan servir per la seva traçabilitat genètica i el seu creixement ràpid.

## Tipus de diazòtrofs
Els diazòtrofs estan dispersos entre diversos grups taxonòmics de microorganismes (molts d'ells dins els bacteris però també un parell dins arqueus). Fins i tot en espècies que fixen el nitrogen es poden trobar soques que no el fixen. La fixació s'interromp quan estan disponibles altres fonts de nitrogen, i, per a moltes espècies, quan l'oxigen està a alta pressió parcial. Els bacteris tenen diferents formes de tractar amb els efectes debilitants de l'oxigen sobre les nitrogenases, com es llista a sota.

### Diazòtrofs de vida lliure
- Anaerobis obligats. Són els que no poden tolerar oxigen encara que siguinj fixadors de nitrogen. Viuen en hàbitats amb concentracions baixes d'oxigen, com els sòls i la matèria vegetal en descomposició. Clostridium n'és un exemple. Els bacteris reductors de sulfat són importants en els sediments dels oceans (per exemple Desulfovibrio), i alguns Archaea metanògens fixen nitrogen en el fang i els intestins dels animals.[1]
- Anaerobis facultatius. Són els que poden créixer ja sia amb oxigen o sense, però només fixen el nitrogen anaeròbicament. Sovint, respiren oxigen tan de pressa com és subministrat, mantenint la quantitat de nitrogen lliure baixa. Els exemples inclouen Klebsiella pneumoniae, Bacillus polymyxa, Bacillus macerans i Escherichia intermedia.[1]
- Aerobis. Són els que necessiten oxigen per créixer, encara que la seva nitrogenasa està debilitada si s'exposa a l'oxigen. Azotobacter vinelandii n'és el més estudiat. Fa servir altes taxes de respiració i compostos protectors per prevenir el dany per oxigen.[1]
- Bacteris fotosintètics oxigènics. Generen oxigen com a subproducte de la fotosíntesi, però alguns poden fixar nitrogen també. Són bacteris colonials amb heterocists. En són exemples Anabaena cylindrica i Nostoc commune. Altres cianobacteris no tenen heterocists i només poden fixar nitrogen amb nivells baixos de llum i d'oxigen (per exemple Plectonema).[1]
- El bacteris fotosintètics anoxigènics no generen oxigen durant la fotosíntesi, tenen un únic fotosistema que no pot descompondre l'aigua. La nitrogenasa s'expressa en condicions de limitació del nitrogen. En són exemples Rhodobacter sphaeroides, Rhodopseudomonas palustris i Rhodobacter capsulatus.[3]

### Diazòtrofs simbiòtics
- Rizobis. Són les espècies associades amb fabàcies. L'oxigen està enllaçat amb leghemoglobina en els nòduls radiculars que hostatgen els simbionts bacterials.[1]
- Frankia. És un gènere de bacteris fixadors de nitrogen amb actinorizes. Frankia és capaç de colonitzar el teixit cortical dels nòduls. Les plantes actinoríciques i aquests actinobacteris també produeixen hemoglobina.[4]
- Cianobacteris. Grup de bacteris fixadors de nitrogen que són també simbiòtics, però no formen nòduls. Alguns estan associats amb fongs formant líquens, amb marcantiòfits, amb falgueres o amb cicadàcies.[1] En agricultura és important l'associació de la falguera aquàtica Azolla amb el cianobacteri Anabaena azollae que constitueix un adob verd en el cultiu de l'arròs.[1]
- Diazòtrofs associats amb animals. Encara que hi ha diazòtrofs que es troben en l'intestí de molts animals, normalment, en aquell ambient hi ha present suficient amoni perquè no calgui la fixació del nitrogen.[1] En els tèrmits que tenen una dieta baixa en nitrogen, es produeix una certa fixació de nitrogen per part dels seus diazòtrofs simbionts, però la quantitat de nitrogen que fixen resulta negligible. Les bromes o corcs marins poden ser les úniques espècies que treguin benefici significatiu dels seus simbionts intestinals.[1]

## Importància ecològica de la diazotrofia
En termes de generació de nitrogen disponible per a tots els organismes, les associacions simbiòtiques ultrapassen en gran manera les espècies de vida lliure, amb l'excepció dels cianobacteris.